# Lionsgate+
Lionsgate+ (stylisé LIONSGATE+), anciennement StarzPlay, est une plateforme de vidéo à la demande détenue et exploitée par le studio canado-américain Lionsgate.
Lionsgate+ propose un catalogue beaucoup moins important que ses principaux concurrents Netflix, Prime Video et Disney+. Il est constitué essentiellement des séries originales de la chaîne américaine StarzPlay, d’acquisitions de la BBC et d’une autre plateforme américaine, Hulu, devenue depuis la propriété de Disney. Son image repose en particulier sur des séries afro-américaines comme Power et des drames historiques comme Das Boot, The Great, Spartacus ou The Serpent Queen. Elle a notamment permis au public français de découvrir deux des plus belles séries de ces dernières années, le drame intimiste Normal People et la comédie autobiographique Ramy.
En novembre 2022, il est annoncé que pour des raisons économiques, la plateforme de streaming cessera toute activité en France, en Allemagne, en Italie, en Espagne, en Scandinavie et au Benelux. Le 26 janvier 2023, Lionsgate+ publie un communiqué et adresse parallèlement un message par courriel à ses abonnés le 1er février 2023 pour indiquer que la date d'interruption des programmes est fixée au 31 mars 2023. Toutefois aucune information n'est divulguée au sujet des séries et films proposés sur Lionsgate+ et sur un éventuel rachat de leurs droits par une autre plateforme.    
Le 15 mai 2024, la plateforme revient en France, sans prévenir, uniquement dans les abonnements additionnels de Prime Video.    

## Historique
En 2019, la plateforme Starzplay est lancée en France, en Allemagne, en Irlande, en Espagne et au Royaume-Uni. En France, le service est disponible depuis le 15 mai 2019 sur la plateforme Apple TV Channels,, disponible par le biais de l'application TV d'Apple, elle-même disponible sur iPhone, iPad, Mac, et iPod touch, contre 4,99 € par mois pour avoir accès à l'ensemble des films et séries Starz. Il est également disponible sur Rakuten TV, Prime Video et, depuis décembre 2020, sur Molotov TV. Depuis le 3 février 2021, le service est proposé sans supplément dans les offres de Canal+ Séries (comprenant le pack Ciné Séries, les chaînes Ciné Séries, les packs intégral et intégrale+ de Canal+). Le 29 septembre 2022, StarzPlay devient Lionsgate+ dans 35 pays dont la France. Dans son pays d’origine et au Canada, le nom reste Starz.
En novembre 2022, il est annoncé que, victime de la concurrence des autres plateformes de streaming et enregistrant une perte de 53,7 millions de dollars lors du deuxième trimestre 2022, le service quittera bientôt le marché hexagonal. Alors que Netflix, Prime Video et Disney+ comptent entre 150 et 220 millions d’abonnés à travers le monde, Lionsgate+ en a environ 30 millions. À l'étranger, elle déclare une perte de 53,7 millions de dollars au deuxième trimestre 2022, ce qui l'oblige à se restructurer et se débarrasser de marchés comme l’Allemagne, l’Italie, l’Espagne, le Benelux, la Scandinavie, du Japon et la France. Lionsgate+ continuera d’exister sous le nom de StarzPlay sur le marché anglo-saxon. La date de sa disparition en France et dans plusieurs pays européens est fixée au 31 mars 2023. Ses séries annoncées pour le quatrième trimestre de 2022 devraient être mises en ligne comme prévu.
Le 15 mai 2024, un accord entre Amazon et Lionsgate permet à Lionsgate+ de revenir en France uniquement dans les abonnements additionnels de Prime Video au tarif de 3,99€ par mois. La plateforme prévoit à terme une nouvelle série de la franchise John Wick et également de Twilight,.